# Armée de terre ukrainienne
L’armée de terre ukrainienne, de son nom complet les Troupes terrestres des Forces armées de l'Ukraine (en ukrainien : Сухопутні війська Збройних сил України, abrégé en СВ ЗСУ et romanisé en Sukhoputni viys’ka ZSU), est la composante terrestre des Forces armées de l'Ukraine. Les Forces d'assaut aérien et les troupes de marine n'en font pas partie.
Elle est engagée au combat contre les Forces armées de la fédération de Russie durant la guerre du Donbass entre 2014 et 2022, puis surtout durant l'invasion de l'Ukraine par la Russie à partir de 2022.
L'armée de terre ukrainienne est commandée du 29 novembre 2024 au 1er juin 2025 par le major général Mykhaïlo Drapatiy.

## Historique

### Guerre de 1917-1921
Les Forces armées de l'Ukraine se réclament les héritières des unités ukrainiennes qui ont existé de novembre 1917 à novembre 1921. Pendant cette période, le territoire actuel de l'Ukraine était déchiré par la guerre civile russe dès décembre 1917, entre les « Rouges » de la république soviétique d'Ukraine (proclamée à Kharkov le 25 décembre 1917, renommée RSS d'Ukraine le 10 mars 1919), les « Blancs » de l'armée des volontaires (puis à partir de 1919 les Forces Armées du Sud de la Russie), les Ukrainiens de la République populaire ukrainienne (proclamée le 20 novembre 1917 à Kiev) de Symon Petlioura, remplacée par l'Hetmanat de Pavlo Skoropadsky (d'avril à novembre 1918), les Galiciens de la République populaire d'Ukraine occidentale (proclamée le 19 octobre 1918 à Lvov), les « Verts » des révoltes paysannes, et les « Noirs » de l'Ukraine libertaire de Nestor Makhno (l'Armée révolutionnaire insurrectionnelle ukrainienne) ;  sans parler des interventions des Austro-Hongrois, des Allemands, des Britanniques et des Français.
Les forces ukrainiennes sont détruites, changent de camp ou sont dissoutes en 1920-1921 lors de la conquête finale de toute l'Ukraine par l'Armée rouge.

### Re-création de 1991
L'armée ukrainienne a été formée à partir de l'Armée de terre soviétique (reprenant sa structure, ses districts...) à la disparition de l'Union soviétique. Par décision du 24 août 1991, le parlement de la RSS d'Ukraine proclame son indépendance (confirmée par le référendum du 1er décembre 1991) et annonce prendre le contrôle de toutes les unités soviétiques sur son territoire. Grâce à l'accord de Minsk signé le 8 décembre 1991, la Biélorussie, la Russie et l'Ukraine créent la Communauté des États indépendants (CEI), rejoints par huit autres États lors des accords d'Alma-Ata le 21 décembre 1991. Les Forces armées soviétiques sont d'abord mises sous contrôle de la CEI (les « forces armées conjointes de la CEI ») pendant une période de transition, avant d'être partagées à partir de 1992 entre les différents nouveaux États souverains. Ce partage se fait majoritairement en fonction de la garnison des troupes : celles des districts militaires des Carpates, de Kiev et d'Odessa forment ainsi les Forces armées de l'Ukraine.
Résultat, en 1992, l'Armée de terre ukrainienne nouvellement créée est une des plus puissantes d'Europe, avec 780 000 militaires, 6 500 tanks, 1 000 armes nucléaires tactiques et 176 missiles balistiques intercontinentaux. Les ICBM étaient des UR-100N (alias SS-19 pour l'OTAN) et des RT-23 (SS-24), en silos à Derajnia et Pervomaïsk. Par le mémorandum de Budapest du 5 décembre 1994, les armes nucléaires doivent être déménagées en Russie ou démantelées avant la mi-1996. Les effectifs sont rapidement réduits à une force plus modeste. En effet, par souci d'économie les cinq armées ex-soviétiques sont réduites à des corps d'armée dès 1993. Durant les années 1990, l'Ukraine utilisait exclusivement le matériel de l'ère soviétique ; depuis, elle produit localement son matériel ou l'achète en Russie ou dans d'autres pays de la CEI. Après la chute du président Viktor Ianoukovytch, Oleksandr Tourtchynov annonça le réarmement de l'armée, mal financée et entretenue durant l'ère Ianoukovytch,.

### Guerre russo-ukrainienne
Après deux décennies de réduction des effectifs (144 000 militaires en 2012) et des budgets, une large partie des unités ukrainiennes se révèle soit tout simplement inopérante, soit à l'efficacité médiocre, notamment lors de la guerre du Donbass face aux milices séparatistes de la RP de Donetsk et de la RP de Lougansk, et surtout face aux Groupes tactiques de bataillon de l'Armée de terre russe. À tel point que l'armée doit intégrer des unités paramilitaires composées de volontaires (telles que le bataillon Dnipro, le bataillon Azov ou le Secteur droit).
En réaction, 2014-2015 est un tournant pour l'Armée de terre ukrainienne : le budget militaire en augmentation permet la remontée en effectif, avec une réorganisation et un meilleur entraînement, accompagnés d'une aide de l'OTAN (surtout des conseillers et des manœuvres conjointes).
À partir du 24 février 2022, l'armée de Terre ukrainienne fait face à une invasion massive de son territoire par les forces russes ; mobilisant ses 900 000 réservistes (qui renforcent les brigades existantes et forment les unités de la territoriale), se retranchant dans les agglomérations (notamment à Irpin, Brovary, Tchernihiv, Soumy, Kharkiv, Izioum, Sievierodonetsk et Marioupol), menant une guérilla sur les axes routiers (à coup de missiles antichars, d'artillerie et de drones). Aidée par la raspoutitsa, et recevant de l'armement et des renseignements de la part des membres de l'OTAN, l'armée ukrainienne tient.

## Commandant de l'armée de terre ukrainienne

### Structure de commandement des Forces armées ukrainiennes
Le président de l'Ukraine est « commandant en chef suprême des Forces armées ukrainiennes » (Верховним Головнокомандувачем Збройних Сил України) ; sous ses ordres, depuis 2020, se trouve le commandant en chef des forces armées ukrainiennes.
Sous leurs ordres se trouvent les six commandants (командувач) : 
1. des forces terrestres ukrainiennes (armée de terre) ;
2. de la Marine ;
3. de la Force aérienne ;
4. des Forces d'opérations spéciales (créées en janvier 2016) ;
5. des Forces d'assaut aérien (indépendantes de l'Armée depuis 2016) ;
6. du Corps de marine (indépendant de la Marine depuis mai 2023).

## Organisation des forces terrestres
(juin 2025).

### Organisation administrative

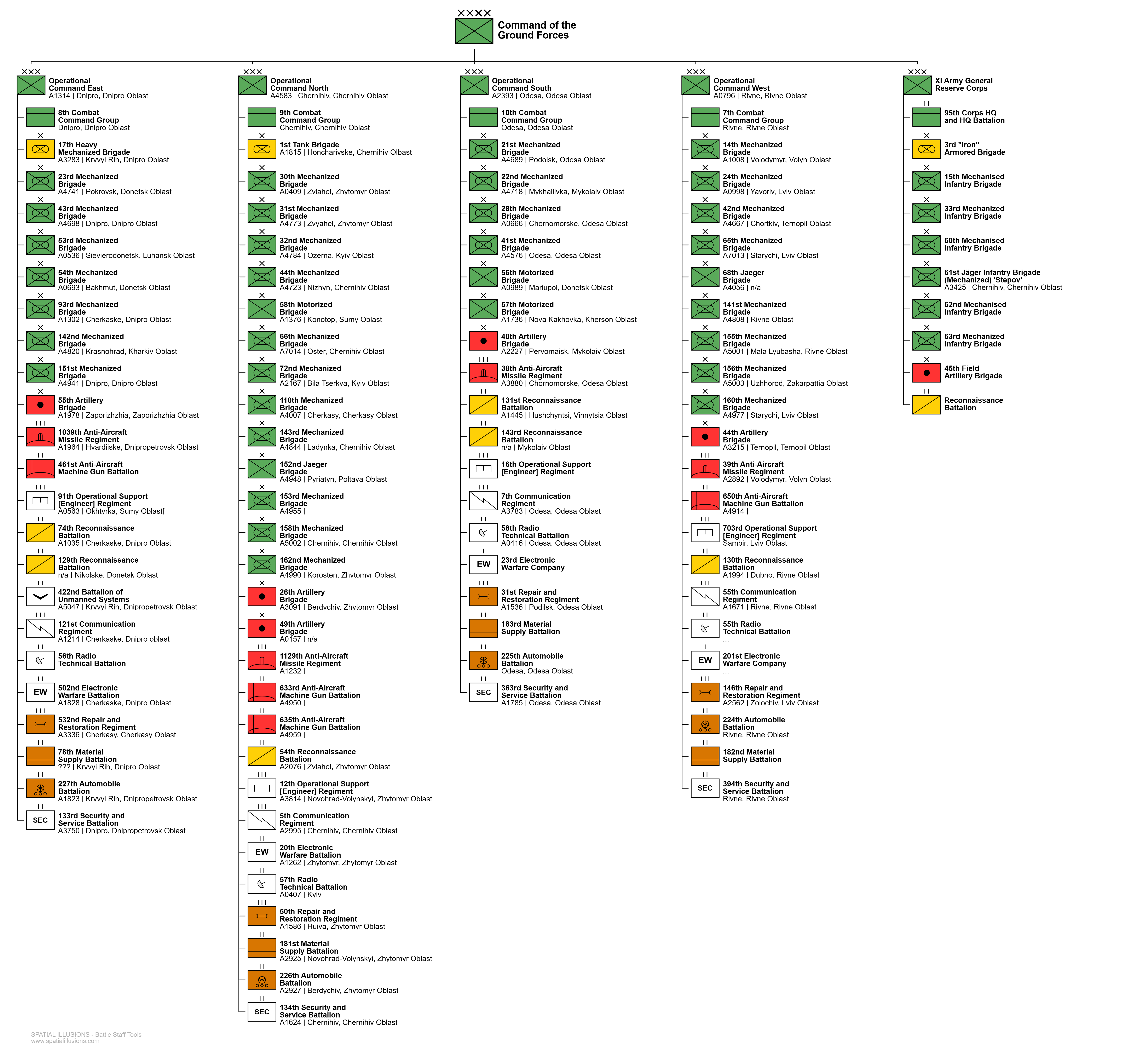
Organisation des forces terrestres Ukrainiennes

Profondément réformées à partir de 2011, les Forces terrestres ukrainiennes sont organisées en temps de paix en quatre subdivisions territoriales (оперативне командування, ОК en abrégé : « commandement opérationnel ») : ouest (Захід), sud (Південь), nord (Північ) et est (Схід), chacun ayant autorité sur les brigades et autres unités stationnées sur sa zone. En 2022, la structure est : 
- le quartier général du commandement des forces terrestres (Командування Сухопутних військ ; numéro d'unité militaire А0105) à Kiev ;
- les écoles militaires :
  - le 169e centre d'entraînement (formation initiale des soldats) avec rang de brigade d'instruction, à Desna (base А0665) ;
  - le lycée militaire Ivan Bohun (établissement secondaire), à Kiev ;
  - l'académie hetman Petro Sahaïdatchnyi (formation initiale des officiers), à Lviv ;
  - l'académie militaire (ex-institut militaire de l'université nationale polytechnique d'Odessa avant 2011), à Odessa ;
  - l'université de la Défense nationale anciennement Ivan Tcherniakhovski (spécialisation des officiers), à Kiev ;
  - l'institut militaire des forces blindées, à l'institut polytechnique de Kharkiv ;
  - l'institut militaire des technologies des télécommunications et de l'information, à Kiev-Petchersk ;
- quelques brigades mécanisées, dépendant directement de l'état-major général :
  - la 101e brigade de protection de l'état-major général, à Kiev ;
  - la 1re brigade spéciale, à Kiev (base А4044) ;
- la partie des troupes de missiles et d'artillerie, dépendant directement de l'état-major général :
  - la 15e brigade d'artillerie de reconnaissance (des BM-30 Smertch), à Drohobytch (base А1108) ;
  - la 19e brigade de missiles (des OTR-21 Totchka), à Khmelnytskyï (base А4239) ;
  - la 27e brigade de lance-roquettes (des BM-27 Ouragan), à Soumy (base А1476) ;
  - la 43e brigade d'artillerie (des 2S7 Pion), à côté de Pyriatyn (base А3085) ;
- l'aviation légère de l'armée ukrainienne (des hélicoptères d'attaque et de transport) :
  - la 11e brigade d'aviation de l'armée, sur la base aérienne de Kherson-Tchornobaïvka (base А1604) ;

Subdivisions territoriales de l'Armée ukrainienne
Commandement opérationnel ouest ;
commandement opérationnel nord ;
Commandement opérationnel est ;
commandement opérationnel sud ;
Crimée (théoriquement sous le commandement sud).

  - la 12e brigade d'aviation de l'armée, sur la base aérienne de Novyï Kalyniv (base А3913) ;
  - la 16e brigade d'aviation de l'armée, sur la base aérienne de Brody (base А2595) ;
  - la 18e brigade d'aviation de l'armée, sur la base aérienne de Poltava (base А3384).

#### Commandement opérationnel ouest
Le commandement opérationnel ouest (ОК «Захід» ; base А0796) a son quartier général à Rivne et couvre les oblasts de Volhynie, de Transcarpatie, d'Ivano-Frankivsk, de Lviv, de Rivne, de Ternopil, de Khmelnytskyï et de Tchernivtsi.
Il comprend la 3e brigade de chars, à Iarmolyntsi ; la 10e de montagne, à Kolomya ; la 13e de chasseurs, à Rivne ; la 14e mécanisée, à Volodymyr ; la 22e mécanisée, à Tchernivtsi ; la 24e mécanisée, à Yavoriv ; la 33e mécanisée, à Rivne ; la 42e mécanisée, à Tchortkiv ; la 63e mécanisée, à Starokostiantyniv ; la 65e mécanisée, à Starychi ; la 68e de chasseurs, à Oujhorod ; la 88e mécanisée, à Rivne ; la 128e de montagne, à Moukatchevo ; la 44e d'artillerie, à Ternopil ; et la 45e d'artillerie, à Yavoriv.

#### Commandement opérationnel nord
Le commandement opérationnel nord (ОК «Північ» ; base A4583) a son quartier général à Tchernihiv, couvrant les oblasts de Poltava, de Soumy, de Kiev, de Jytomyr, de Rivne, de Tchernihiv, de Khmelnytskyï et de de Tcherkassy, ainsi que la municipalité de Kiev (une ville à statut spécial).
Il comprend la 1re brigade de chars, à Hontcharivske ; la 4e de chars, à Hontcharivske ; la brigade présidentielle, à Kiev ; la 30e mécanisée, à Novohrad-Volynski ; la 31e mécanisée, à Jytomyr ; la 32e mécanisée ; la 44e mécanisée, à Nijyn ; la 47e mécanisée ; la 58e motorisée, à Konotop ; la 61e mécanisée, à Jytomyr ; la 62e mécanisée, formée à Berdytchiv ; la 72e mécanisée, à Bila Tserkva ; la 110e mécanisée, à Tcherkassy ; la 115e mécanisée, à Blahodatne dans l'oblast de Tcherkassy ; la 116e mécanisée, à Poltava ; la 117e mécanisée, à Soumy ; la 26e d'artillerie, à Berdytchiv ; la 48e d'artillerie, à Poltava ; et la 49e d'artillerie, à Tchernihiv.

#### Commandement opérationnel est
Le commandement opérationnel est (ОК «Схід» ; base А1314) a son quartier général à Dnipro. Il couvre les oblasts de Dnipropetrovsk, de Zaporijjia, de Kharkiv, de Donetsk et de Louhansk (ces deux dernières partiellement depuis 2014).
Il comprend la 17e brigade de chars, à Kryvyï Rih ; la 53e mécanisée, à Sievierodonetsk et Lyssytchansk ; la 54e mécanisée, à Bakhmout ; la 92e mécanisée, à Kluhyno-Bashkyrivka (uk) ; la 93e mécanisée, à Tcherkaske ; la 47e d'artillerie, à Kharkiv ; la 55e d'artillerie, à Zaporijjia ; et la 107e de lance-roquettes à Krementchouk.

#### Commandement opérationnel sud
Le commandement opérationnel sud (ОК «Південь» ; base А2393) a son quartier général à Odessa. Il couvre les oblasts d'Odessa, de Kirovohrad, de Mykolaïv et de Kherson, ainsi que la Crimée (cette dernière seulement de jure depuis son annexion par la Russie en 2014).
Il comprend la 5e brigade de chars, à Kryvyï Rih ; la 21e mécanisée, à Odessa ; la 28e mécanisée, à Tchornomorske ; la 40e brigade d'artillerie, à Berdytchiv ; la 41e mécanisée, à Odessa ; la 56e motorisée, à Melitopol ; la 57e motorisée, à Kropyvnytskyï ; la 59e motorisée, à Haïssyn ; et la 60e d'infanterie.

### Structure militaire (depuis 2022)
Avec l'invasion de l'Ukraine par la Russie et après la stabilisation du front, des "groupes stratégiques" et "tactiques" sont créés afin de restructurer le commandement des forces terrestres :
- Groupe stratégique opérationnel Nord : Front Nord 
  -  Groupe tactique opérationnel Volyn - région de Volhynie (oblast de Volhynie, de Rivne et de Jytomyr)
  -  Groupe de défense de Kiev - région de Kiev (oblast de Jytomyr, de Kiev et de Tchernihiv)
  -  Groupe tactique opérationnel Soumy - région de Soumy (oblast de Tchernihiv et de Soumy)
  -  Groupe tactique opérationnel Siversk - région de Soumy et oblast de Koursk (Russie)
- Groupe stratégique opérationnel Khortytsia : Front de l'Est (oblast de Donetsk, oblast de Louhansk, oblast de Kharkiv)
  -  Groupe tactique opérationnel Kharkiv - secteur de Kharkiv et Vovtchansk
  -  Groupe tactique opérationnel Koupiansk - secteur de Svatove et Koupiansk
  -  Groupe tactique opérationnel Starobilsk - secteur de Lyman et Kreminna.
    -  Groupe Kreminna

  -  Groupe tactique opérationnel Louhansk - secteur de Siversk et Soledar
  -  Groupe tactique opérationnel Tchasiv Yar -secteur de Horlivka, Bakhmout et Tchassiv Iar. Succède au  Groupe tactique opérationnel Soledar - groupe d'armée responsable de défense de Bakhmout (dissous)
  -  Groupe tactique opérationnel Donetsk - secteur de Donetsk (Avdiïvka, Pokrovsk, Marïnka, Vouhledar)
    -  Groupe Krasnohorivka
- Groupe stratégique opérationnel Tavria : Front du Sud (oblast d'Odessa, de Mykolaïv, de Kherson, de Dnipropetrovsk et de Zaporijjia)
  -  Groupe tactique opérationnel Odessa - région d'Odessa
  -  Groupe tactique opérationnel Kherson - secteur de Kherson et Nikopol
  -  Groupe tactique opérationnel Zaporijia - secteur de Zaporijjia, Orikhiv et Velyka Novossilka
  -  Groupe opérationnel Kakhovka - groupe d'armée responsable de la contre-offensive de Kherson (dissous)

Trois corps d'armées sont également constitués :
- 9e corps d'armée :
  -  3e brigade d'assaut
  -  4e brigade de chars
  -  47e brigade d'artillerie
  -  47e brigade mécanisée
  -  58e brigade motorisée
  -  67e brigade mécanisée
  -  81e bataillon de gestion
  -  92e bataillon du génie
  -  150e bataillon de reconnaissance de frappe
  -  228e bataillon de logistique
  -  474e bataillon de garde
  -  474e bataillon de protection et de maintenance
  -  182e bataillon d'entraînement

- 10e corps d'armée :
  -  5e brigade de chars
  -  12e bataillon de chars
  -  33e brigade mécanisée
  -  48e brigade d'artillerie
  -  100e brigade mécanisée
  -  115e brigade mécanisée
  -  116e brigade mécanisée
  -  117e brigade mécanisée
  -  118e brigade mécanisée
  -  151e bataillon de reconnaissance et d'attaque
  -  229e bataillon de logistique

- 11e corps d'armée :
  -  3e brigade de chars
  -  45e brigade d'artillerie
  -  60e brigade mécanisée
  -  61e brigade mécanisée
  -  63e brigade mécanisée

### Force de défense territoriale
La Force de défense territoriale ukrainienne se rajoute au corps de réserve, formant en cas de mobilisation une brigade par oblast ou grande ville, d'où un total de 26 brigades territoriales (nos 100 à 126), affectées aux quatre commandements opérationnels ; ses membres sont répartis en trois groupes :
- de première ligne (оперативний резерв першої черги), environ 50 000 militaires rapidement disponibles ;
- de seconde ligne (оперативний резерв другої черги) avec trente jours de formation et des cycles de mobilisation ;
- de troisième ligne (мобілізаційний резерв), mobilisable mais à instruire.

## Matériels
En 2023

### Chars
| Nom            | Image | Pays d'origine   | Nombre | Notes |
| -------------- | ----- | ---------------- | ------ | --- |
| Leopard 1      |       | Allemagne        | 155    | livraison de la version A5 à partir d'avril 2023 ; 100 le sont par l'Allemagne, le Danemark et les Pays-Bas, 58 ont été livrés durant le premier et deuxième trimestre de 2024. |
| Leopard 2      |       | Allemagne        | 80     | 33 ont été détruits ou abandonnés. |
| M1 Abrams      |       | États-Unis       | 80     | 31 donnés par les États-Unis et 49 donnés par l’Australie. Au moins 13 ont été détruits ou abandonnés.                                                                          |
| PT-91 Twardy   |       | Pologne          | 60     | 11 % ont été détruits ou endommagés[réf. souhaitée]. |
| Challenger 2   |       | Royaume-Uni      | 14     | deux ont été détruits. |
| T-64           |       | RSS d’Ukraine    | 1 000  | ~600 T-64B et T-64BV sont en service ; beaucoup sont entreposés en réserve. |
| T-80UD         |       | RSS d’Ukraine    | 167    | version diesel, entreposés en réserve. |
| T-90           |       | Russie           | ?      | Saisis |
| M-55S/M-55S-1  |       | Slovénie         | 28     | deux ont été détruits ou endommagés, soit 7 %. |
| T-84 Oplot-M   |       | Ukraine          | 10     | |
| T-64BM "Bulat" |       | Ukraine          | 180~   | 12 à 14 sont améliorés chaque année vers la version Bulat depuis 2007, actuellement environ 180 sont prêts. Coût : 600 000 $ par tank.                                          |
| T-62           |       | Union soviétique | ?      | Capturé |
| T-72           |       | Union soviétique | 1 302  | 232 T-72 (M, EA, AV, B, AMT) ont été détruits, endommagés ou abandonnés depuis l'invasion de l'Ukraine par la Russie[réf. souhaitée].                                           |
| 9K114 Shturm   |       | Union soviétique |        | |
| 9P148          |       | Union soviétique | 4      | |
| MT-LB          |       |                  |        | |
| M-84           |       | Yougoslavie      | 30     | Livrés par la Croatie |
| Total          |       |                  | ~2700  | |

Chasseurs de chars
| Nom                               | Image | Pays d'origine   | Nombre | Notes |
| --------------------------------- | ----- | ---------------- | ------ | ----- |
| AMX-10 RC : - AMX-10 Roues- Canon |       | France           | +40    |       |
| 9K114 Shturm                      |       | Union soviétique |        |       |
| 9P148                             |       | Union soviétique | 4      |       |
| MT-LB                             |       | Union soviétique |        |       |
| Total                             |       |                  | ~50    |       |

### Blindés d'infanterie
juin 2023
| Nom                                | Image | Pays d'origine           | Nombre                                          | Notes |
| ---------------------------------- | ----- | ------------------------ | ----------------------------------------------- | --- |
| Mamba VBTT                         |       | Afrique du Sud           | ?                                               | Livré par l'Estonie |
| RG-31 Nyala                        |       | Afrique du Sud           | 1                                               | Livré par l'Espagne |
| Marder                             |       | Allemagne                | 140                                             | l'Allemagne a annoncé la livraison de 140 Marder entre novembre 2022 et janvier 2023, qui équipent un bataillon de la 82e brigade d'assaut aérien et au moins un autre dans la 25e brigade aéroportée. |
| Véhicule blindé Bushmaster         |       | Australie                | 120                                             | |
| Roshel Senator                     |       | Canada                   | 260                                             | Livrés par Canada + États-Unis |
| Stryker                            |       | États-Unis               | 189                                             | |
| M113                               |       | États-Unis               | 915                                             | Livrés par Australie + Belgique + Danemark + Espagne + Portugal + États-Unis + Italie (dons de 400 M113 C2 en mai-juin 2025)                                                                           |
| Bradley Fighting Vehicle           |       | États-Unis               | 300                                             | 84 ont été détruits, endommagés ou abandonnés depuis l'invasion de l'Ukraine par la Russie, ce qui représente 28 %.                                                                                    |
| International MaxxPro              |       | États-Unis               | 462                                             | Livrés par l'Albanie + États-Unis |
| Humvee                             |       | États-Unis               | ~3 000                                          | plus de 350 Humvees promis par les États-Unis à l'Ukraine en 2023, plusieurs déjà livrés. Depuis 2001, dix véhicules ont été cédés à la POLUKRBAT (Polish–Ukrainian Peace Force Battalion),.           |
| AIFV                               |       | États-Unis               | ?                                               | Livré par les Pays-Bas |
| ACMAT Bastion                      |       | France                   | 20                                              | Non livrés |
| VAB : - Véhicule de l'avant blindé |       | France                   | +250 livrés entre 2022 et février 2024.         | 21 ont été détruits ou endommagés[réf. souhaitée]. |
| Iveco VTLM Lince                   |       | Italie                   | ?                                               | |
| Fennek                             |       | Allemagne Pays-Bas       | 8                                               | Livrés par les Pays-Bas |
| Daimler Ferret                     |       | Royaume-Uni              | 1                                               | |
| FV-107 Scimitar                    |       | Royaume-Uni              | 23                                              | |
| Combat Vehicle 90                  |       | Suède                    | 50 et 35 supplémentaires en cours de livraison. | 6 ont été détruits, endommagés ou saisis depuis l'invasion de l'Ukraine par la Russie, soit 12 %. |
| BPzV Svatava                       |       | Tchéquie                 |                                                 | |
| Kirpi                              |       | Turquie                  | 50 puis 200                                     | plusieurs endommagés par les forces russes. |
| Cobra II (en)                      |       | Turquie                  | N/C                                             | |
| BTR-3                              |       | Ukraine                  |                                                 | destinés à remplacer les anciens BTR. |
| BTR-4                              |       | Ukraine                  |                                                 | destinés à remplacer les anciens BTR, ont été cédés à la Garde nationale. |
| Kozak                              |       | Ukraine                  | +240                                            | destinés à remplacer les anciens véhicules. |
| Dozor-B                            |       | Ukraine                  |                                                 | destinés à remplacer les anciens véhicules. |
| BMP-1                              |       | Union soviétique Ukraine | 1 008                                           | 408 ont été détruits, endommagés ou saisis depuis l'invasion de l'Ukraine par la Russie, soit environ 40 %.                                                                                            |
| BMP-2                              |       | Union soviétique         | 1 434                                           | 210 ont été détruits, endommagés ou saisis, depuis l'invasion de l'Ukraine par la Russie (14 % du stock total).                                                                                        |
| BMP-3                              |       | Union soviétique         | 4                                               | non utilisés, entreposés en réserve. |
| BTR-60                             |       | Union soviétique         | 176                                             | |
| BTR-70                             |       | Union soviétique         | 1 026                                           | Beaucoup ont été mis à jour vers la version diesel. |
| BTR-80                             |       | Union soviétique         | 456                                             | |
| BTR-D                              |       | Union soviétique         | 44                                              | |
| BRDM-1                             |       | Union soviétique         | 458                                             | |
| BRDM-2                             |       | Union soviétique         | 600+                                            | |
| BMD-1                              |       | Union soviétique         | 61                                              | |
| BMD-2                              |       | Union soviétique         | 78                                              | |
| MT-LB                              |       | Union soviétique Pologne | 2 315                                           | |
| Total                              |       |                          | ~12 000                                         | |

### Hélicoptères
Note : cette liste ne comprend pas les hélicoptères utilisées par la Force aérienne et la Marine.
| Nom       | Image | Pays d'origine   | Nombre | Notes                          |
| --------- | ----- | ---------------- | ------ | ------------------------------ |
| Mil Mi-8  |       | Union soviétique | 30     |                                |
| Mil Mi-9  |       | Union soviétique | 2      | C'est un Mi-8 de commandement. |
| Mil Mi-17 |       | Union soviétique | +20    |                                |
| Mil Mi-24 |       | Union soviétique | 40     |                                |
| Mil Mi-26 |       | Union soviétique | 19     | Entreposés en réserve.         |
| Total     |       |                  | ~100   |                                |

### Artillerie
| Image | Nom                                               | Pays d'origine   | Type                                                                                 | Nombre | Notes                                                                  |
| ----- | ------------------------------------------------- | ---------------- | ------------------------------------------------------------------------------------ | --- | ---------------------------------------------------------------------- |
|       | FH70                                              | Allemagne        |                                                                                      | ? | Livré par Estonie + Italie                                             |
|       | PzH 2000                                          | Allemagne        | obusier automoteur de 155 mm                                                         | ~100 | en cours de livraison                                                  |
|       | M777 (canon d'artillerie)                         | Australie        |                                                                                      | 190 | Livrés par Australie + Canada + États-Unis                             |
|       | M120 Mortar System Soltam K6                      | États-Unis       |                                                                                      | 50 | Livrés par Danemark + États-Unis                                       |
|       | Obusier de 105 mm M2, M2A1, M101 et M101 A1       | États-Unis       | 105 mm                                                                               | 5 | Livrés par Portugal                                                    |
|       | M-109A1/A2/A6 155 mm                              | États-Unis       | canons automoteurs de 155 mm                                                         | 72 | Livrés par États-Unis + Norvège                                        |
|       | M142 HIMARS                                       | États-Unis       | lance-roquettes multiples                                                            | 39 livrés en 2022. |                                                                        |
|       | 120 KRH 92                                        | Finlande         |                                                                                      | |                                                                        |
|       | CAESAR - CAmion Equipé d’un Système d' ARtillerie | France           | Camion protégé 6x6, canon 155 mm.                                                    | - 48 CAESAR (artillerie) 6*6 ont été livrés par la France. - 19 CAESAR (artillerie) 8*8 ont été livrés par le Danemark. - 78 ont été commandés en 2024 par différents pays de Union européenne | 30 ont été prélevés sur les équipements de l'armée de Terre française. |
|       | LRU: - Lance Roquette Unitaire                    | France           | Char blindé lance-roquettes multiple modifié en char blindé lance roquette unitaire. | 4 livrés en 2023. | Prélevés sur l'équipements de l'Armée de terre française.              |
|       | MO 120 RT                                         | France           |                                                                                      | 10 |                                                                        |
|       | TRF1                                              | France           | Canon 155 mm Tracté F1                                                               | 15 livrés en 2022. | Prélevés sur les équipements de l'Armée de terre française.            |
|       | HM 16                                             | Iran             |                                                                                      | |                                                                        |
|       | AHS Krab                                          | Pologne          | canons automoteurs de 155 mm                                                         | +18 54 en production | Krab de la 26e brigade d'artillerie ukrainienne                        |
|       | Bofors 40 mm L/70                                 | Suède            |                                                                                      | 36 | Livrés par la Lituanie                                                 |
|       | ShKH vz. 77 Dana                                  | Tchéquie         | canons automoteurs de 155 mm                                                         | nb inconnu depuis 2022. | véhicule de la 110e brigade mécanisée.                                 |
|       | T-155                                             | Turquie          | canons automoteurs de 155 mm                                                         | | Portée maximale de 40 km.                                              |
|       | T-122 Sakarya                                     | Turquie          | lance-roquettes multiples                                                            | La Turquie a vendu des systèmes d’artillerie T-122 Sakarya MLRS à Kiev en 2022, mais au moins 1 a été détruit par les forces armées russes en septembre 2023.                                  |                                                                        |
|       | TRG-230 (en),                                     | Turquie          | Artillerie à roquettes sol-sol                                                       | N/C | Portée de 20 à 70 km. Version TLRG-230.                                |
|       | М120-15 «Молот» (uk)                              | Ukraine          |                                                                                      | 60 |                                                                        |
|       | 2S22 Bohdana                                      | Ukraine          |                                                                                      | 60 |                                                                        |
|       | MP-120                                            | Ukraine          |                                                                                      | |                                                                        |
|       | Obusier 130 mm M1954                              | Union soviétique |                                                                                      | 15 | Livrés par la Croatie                                                  |
|       | Obusier D-30 de 122 mm                            | Union soviétique |                                                                                      | 25 | Livrés par la Croatie                                                  |
|       | BM-21 Grad                                        | Union soviétique | lance-roquettes multiple de 122 mm                                                   | 450 | [ 27 ]                                                                 |
|       | 9P140 Uragan                                      | Union soviétique | lance-roquettes multiple de 220 mm                                                   | 76 | [ 27 ]                                                                 |
|       | 9A52-2 Smerch                                     | Union soviétique | lance-roquettes multiple de 300 mm                                                   | 100 | [ 27 ]                                                                 |
|       | 2B11 Sani                                         | Union soviétique |                                                                                      | 10 | Livrés par la Lituanie                                                 |
|       | 2S12 Sani                                         | Union soviétique |                                                                                      | 100 |                                                                        |
|       | 2S1 Gvozdika                                      | Union soviétique | canon automoteur de 122 mm                                                           | 638 | [ 20 ]                                                                 |
|       | 2S3 Akatsiya                                      | Union soviétique | canon automoteur de 152 mm                                                           | 501 |                                                                        |
|       | 2S5 Giatsint-S                                    | Union soviétique | canon automoteur de 152 mm                                                           | 24 | [ 20 ]                                                                 |
|       | 2S19 Msta-S                                       | Union soviétique | canon automoteur de 152 mm                                                           | 40 | ,                                                                      |
|       | D-20                                              | Union soviétique | obusier de 152 mm                                                                    | 224 |                                                                        |
|       | D-30                                              | Union soviétique | obusier de 122 mm                                                                    | 443 |                                                                        |
| Total |                                                   |                  |                                                                                      | ~2800 |                                                                        |

### Armes antiaériennes
Note : cette liste ne comprend pas les armes antiaériennes utilisées par la Force aérienne.
| Nom                                                       | Image | Pays d'origine           | Nombre | Notes                                          |
| --------------------------------------------------------- | ----- | ------------------------ | ------ | ---------------------------------------------- |
| Flakpanzer Gepard                                         |       | Allemagne                | 52     | 52 ont été livrés et 15 autres ont été promis. |
| Crotale (missile)                                         |       | France                   | 2      |                                                |
| Système sol-air moyenne portée/terrestre (SAMP/T) - Mamba |       | France                   | 1      | D'autres livraisons envisagées.                |
| M270 Multiple Launch Rocket System                        |       | États-Unis               | 3      | Livrés par la Norvège                          |
| NASAMS                                                    |       | Norvège                  | 15     | Livrés par le Canada + États-Unis + Norvège    |
| Gravehawk                                                 |       | Royaume-Uni              | 15     |                                                |
| Kolchuga passive sensor (en)                              |       | Ukraine                  |        | Conception ukrainienne.                        |
| S-300V1                                                   |       | Union soviétique         |        | Nom selon l'OTAN : SA-12 Gladiator             |
| 9K330 Tor-M1                                              |       | Union soviétique         |        | SA-15 Gauntlet                                 |
| 9K37 Bouk                                                 |       | Union soviétique         |        | SA-11 Gadfly                                   |
| 9K37M1-2 Bouk-M1-2                                        |       | Union soviétique         |        | SA-17 Grizzly                                  |
| 9K35 Strela-10                                            |       | Union soviétique         |        | SA-13 Gopher                                   |
| 2K22 Toungouska                                           |       | Union soviétique         |        | SA-19 Grison                                   |
| 9K38 Igla                                                 |       | Union soviétique         |        | SA-18 Grouse (MANPADS)                         |
| ZSU-23-4 Shilka                                           |       | Union soviétique Ukraine | 300    |                                                |
| Total                                                     |       |                          | ~400   |                                                |

### Armes individuelles
La dotation est beaucoup plus éclectique que ci-dessous : les troupes ukrainiennes disposent d'anciens stocks soviétiques, des prises de guerre faites sur les troupes russes et des livraisons d'armes venant d'Occident (Javelin, M72 LAW et Stinger américains, FN FNC et Minimi belges, Mistral français, Zastava M70 croates, NLAW britanniques, AT4 suédois, MG3, Panzerfaust allemands et Sungur MANPAD (en) turcs etc.), ce qui pose un problème logistique pour les munitions, très variées.
| Nom                            | Image | Pays d'origine                | Nombre | Notes |
| ------------------------------ | ----- | ----------------------------- | ------ | --- |
| FGM-148 Javelin                |       | États-Unis                    | +500   | Depuis le début du conflit                                                                                              |
| Sungur MANPAD (en)             |       | Turquie                       | N/C    | , |
| M72 LAW                        |       | États-Unis                    | 4000   | Livrées par la Norvège                                                                                                  |
| Pétard                         |       | France                        | 38200  | |
| FAMAS                          |       | France                        | 1000   | |
| 9K115-2 Metis-M                |       | Russie                        |        | AT-13 Saxhorn-2 |
| 9M133 Kornet                   |       | Russie                        |        | AT-14 Spriggan |
| NLAW                           |       | Suède                         | 100    | |
| M4-WAC-47                      |       | Ukraine                       |        | De conception ukrainienne (calibres du 5,45 et du 7,62)                                                                 |
| Vepr                           |       | Ukraine                       |        | De conception ukrainienne et d'utilisation restreinte car l'armée conserve ses AK-74 issus des stocks de l'Armée rouge. |
| Corsar                         |       | Ukraine                       |        | En service depuis 2017.                                                                                                 |
| Stouhna-P                      |       | Ukraine                       |        | En service depuis 2018                                                                                                  |
| AK-47                          |       | Union soviétique              | 20000  | Livrées par la Gréce |
| AK-74                          |       | Union soviétique              |        | Fusil d'assaut standard de l'armée ukrainienne.                                                                         |
| AKM                            |       | Union soviétique              |        | |
| Makarov PM                     |       | Union soviétique              |        | |
| RPK-74                         |       | Union soviétique              |        | Tire la munition de calibre 5,45 × 39 mm M74 (la même que l'AK-74).                                                     |
| RPK                            |       | Union soviétique              |        | Tire la cartouche de calibre 7,62 × 39 mm M43 (celle de l'AK-47).                                                       |
| Mitrailleuse Kalachnikov (PKM) |       | Union soviétique              |        | Tire la cartouche 7,62 × 54 mm R.                                                                                       |
| Dragunov SVD                   |       | Union soviétique              |        | Tire la cartouche 7,62 × 54 mm R.                                                                                       |
| 9M113 Konkours                 |       | Union soviétique              |        | Code OTAN : AT-5 Spandrel                                                                                               |
| 9M111 Fagot                    |       | Union soviétique              |        | AT-4 Spigot |
| RPG-22                         |       | Union soviétique              |        | |
| RPG-7                          |       | Union soviétique              |        | |
| RPG-29                         |       | Union soviétique Ukraine      |        | |
| PM1910                         |       | Empire russe Union soviétique |        | |